# Balbacienta
Balbacienta es una localidad española del municipio de Guriezo, perteneciente a la comunidad autónoma de Cantabria. 

## Geografía
La localidad se encuentra a 40 m s. n. m. y a 2 kilómetros de la capital municipal, El Puente.

## Demografía
En 2023, la entidad singular de población de Balbacienta tenía empadronados 88 habitantes, todos ellos en el núcleo de población de ese nombre.